# Велике Валіхнови
Велике Валіхнови (пол. Wielkie Walichnowy, нім. Groß Falkenau) — село в Польщі, у гміні Ґнев Тчевського повіту Поморського воєводства.
Населення — 460 осіб (2011).

## Демографія
Демографічна структура станом на 31 березня 2011 року:
|          | Загалом | Допрацездатний вік | Працездатний вік | Постпрацездатний вік |
| -------- | ------- | ------------------ | ---------------- | -------------------- |
| Чоловіки | 224     | 51                 | 154              | 19                   |
| Жінки    | 236     | 63                 | 129              | 44                   |
| Разом    | 460     | 114                | 283              | 63                   |